# Paolo Giobbe

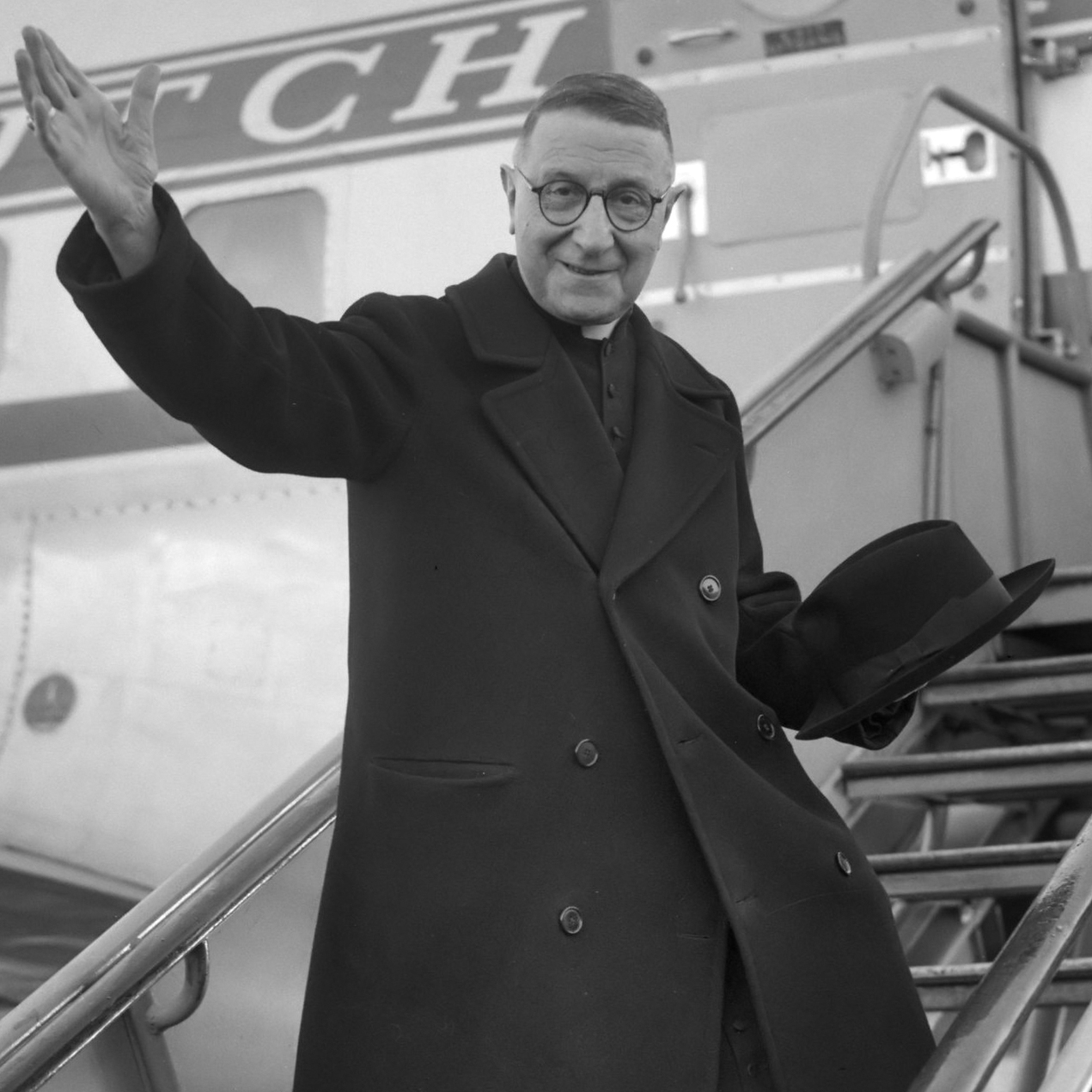
Paolo Kardinal Giobbe (1958)

Giobbes Kardinalswappen

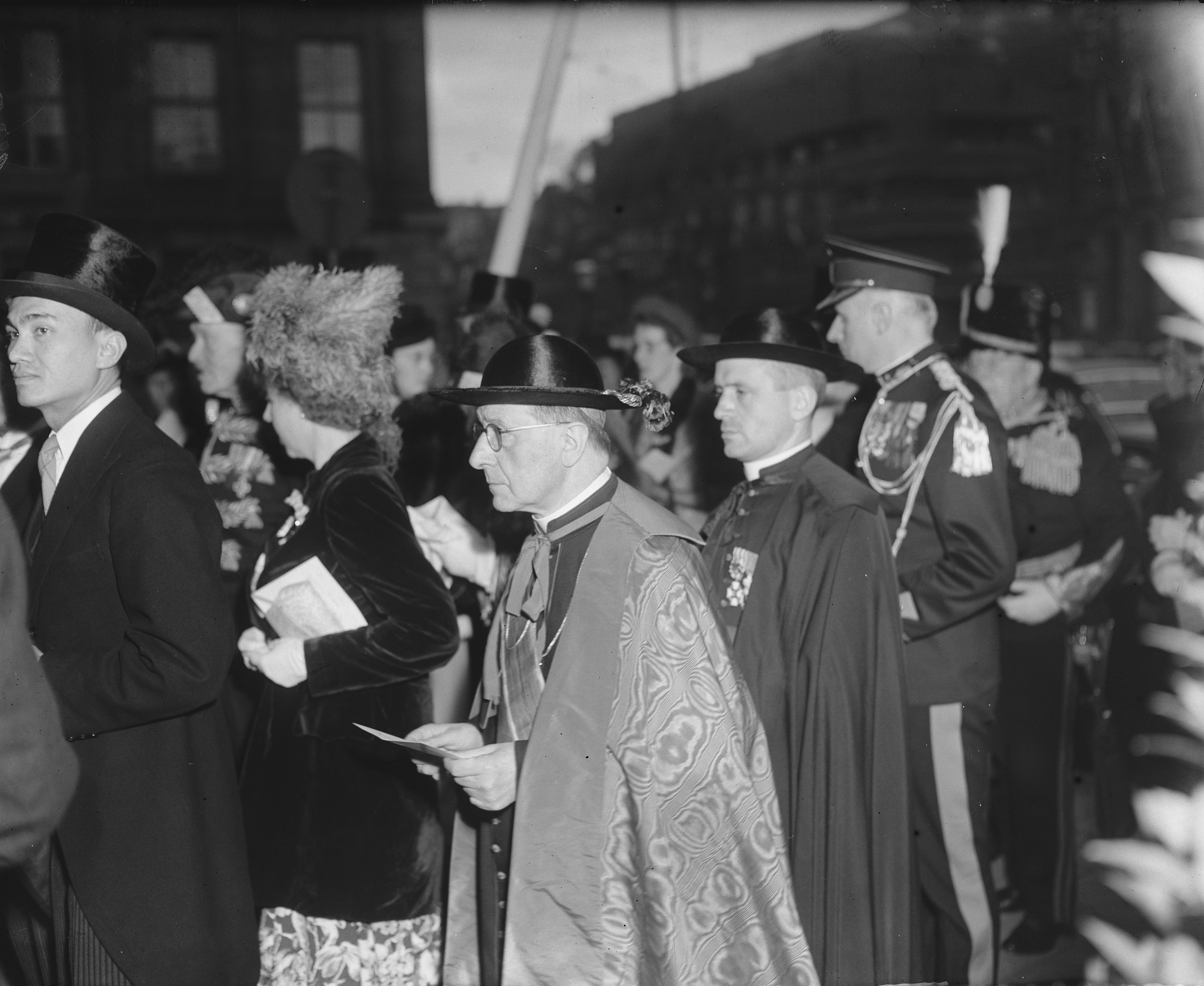
Erzbischof Giobbe (Mitte vorne) als Internuntius beim Regierungsantritt von Königin Juliana in den Niederlanden (1948)

Paolo Kardinal Giobbe (* 10. Januar 1880 in Rom; † 14. August 1972 ebenda) war ein italienischer Geistlicher, Diplomat des Heiligen Stuhls und Kurienkardinal der römisch-katholischen Kirche.

## Leben
Paolo Giobbe studierte in Rom die Fächer Philosophie und Katholische Theologie. Er empfing am 4. Dezember 1904 die Priesterweihe und arbeitete anschließend fünf Jahre lang als Gemeindepriester in der Diözese Rom. 1909 wurde er zum Zensor der Römischen Liturgieakademie und zum Offizial der Kongregation für die Ausbreitung des Glaubens ernannt. 1917 verlieh ihm Papst Benedikt XV. den Titel eines Päpstlichen Hausprälaten, 1918 übertrug er ihm die Leitung des Päpstlichen Athenaeums De Propaganda Fide.
1925 wurde er zum Titularerzbischof von Ptolemais in Thebaide ernannt und empfing durch Pietro Kardinal Gasparri in der Kapelle der Päpstlichen Universität Urbaniana die Bischofsweihe. Mitkonsekratoren waren Tito Trocchi, Titularerzbischof pro hac vice von Lacedaemonia und Apostolischer Internuntius in Kuba, sowie Alessandro Fontana, Bischof von Ferentino. Sein Wahlspruch lautete: Haerere Christo („Gebunden sein an Christum“). Papst Pius XI. ernannte ihn noch im gleichen Jahr zum Apostolischen Nuntius in Kolumbien. 1935 entsandte ihn Papst Pius XII. als Internuntius in die Niederlande. Dort blieb er mehr als zwanzig Jahre, bis 1958, mit Ausnahme der Zeit des Zweiten Weltkriegs.
Papst Johannes XXIII. nahm ihn im Jahre 1958 als Kardinalpriester mit der Titelkirche Santa Maria in Vallicella in das Kardinalskollegium auf. Giobbe war vom 8. August 1961 bis zum 3. Juli 1969 Kardinalpatron des Malteserordens. Er nahm in den Jahren 1962 bis 1965 am Zweiten Vatikanischen Konzil teil.
Paolo Kardinal Giobbe starb am 14. August 1972 in Rom und wurde auf dem Friedhof Campo Verano beigesetzt.

## Ehrungen
- 1964: Großkreuz des Verdienstordens der Italienischen Republik